# Arianrhod
Arianrhod è un personaggio della mitologia gallese, figlia della dea madre Dôn e sorella di Gwydion e Gilfaethwy. Dea della morte, governava il destino degli uomini e la Luna. Arianrhod è una delle protagoniste del quarto ramo del Mabinogion, dove si racconta della magica nascita dei suoi due figli, Dylan Ail Don e Lleu Llaw Gyffes.

## Caratteristiche
Il nome "Arianrhod", dal gallese arian che significa argento, e rhod traducibile come ruota.
Tra i suoi compiti principali vi era quello di guidare le anime dei morti nel suo castello, soprattutto in concomitanza delle aurore boreali. Ed in quel luogo accadeva uno dei fenomeni caratterizzanti i culti celtici, ossia la ruota della rinascita.
La festa di Arianrhod viene celebrata il 31 ottobre ed ormai nota universalmente come la festa di Halloween. Secondo un'antica credenza gli spiriti dei morti circolano sulla terra con intenzioni che oscillano tra la benevolenza e la malignità, ed è proprio per propiziarli e calmarli che anticamente si usava fare offerte di cibo e vino. Non è un caso se, ancora oggi, i praticanti vadano di casa in casa per ottenere dolci.
Un'altra usanza prevede una sorta di scrittura con l'aldilà. Il foglio deve essere bruciato ed il suo fumo trascina le parole dell'adepto nel regno dei morti.